# Cremastus fuscipennis
Cremastus fuscipennis là một loài tò vò trong họ Ichneumonidae.